# Colette Langlade
Colette Langlade, née le 20 juin 1956 à Sorges (Dordogne), est une femme politique française, membre du Parti socialiste.

## Biographie
Le 17 juin 2007, elle est élue suppléante aux côtés du député Michel Debet dans la troisième circonscription de la Dordogne. Elle travaille avec lui pendant plusieurs mois et est appelée à lui succéder quand celui-ci décède le 6 mars 2008.
Elle devient donc députée pour la XIIIe législature (2007-2012) le 7 mars 2008 et adhère le 21 mars suivant au groupe « Socialiste, Radical, Citoyen et divers gauche ». Elle est réélue députée le 10 juin 2012, dès le premier tour, avec 51,74 % des voix.
En mars 2015, elle est élue conseillère départementale du canton de Thiviers en tandem avec Michel Karp.
En juin 2021, elle est élue conseillère régionale.

## Mandats
- Mandats locaux :
  - 2001 - 2014 : Conseillère municipale à Thiviers
  - 2020 : Conseillère municipale à Thiviers

- Mandats départementaux :
  - 2008 - 2021 : Conseillère générale puis départementale du canton de Thiviers
  - 2011 - 2015 : Vice-présidente du conseil général de la Dordogne chargée des Affaires sociales : Enfance et Famille
  - 2015 - 2021 : 1re vice-présidente du conseil départemental de la Dordogne

- Mandat nationaux :
  - 2008 - 2012 : députée de la troisième circonscription de la Dordogne[3]
  - 2012 - 2017 : députée de la troisième circonscription de la Dordogne[4]